# Echinobothrium
Echinobothrium är ett släkte av plattmaskar. Echinobothrium ingår i familjen Echinobothriidae.
Echinobothrium är enda släktet i familjen Echinobothriidae.
Kladogram enligt Catalogue of Life:
| Echinobothrium | \| \| Echinobothrium coenoformum \| \| \| \| \| \| Echinobothrium coronatum \| \| \| \| |
|                | \| \| Echinobothrium coenoformum \| \| \| \| \| \| Echinobothrium coronatum \| \| \| \| |
|                | Echinobothrium coenoformum                                                              |
|                |                                                                                         |
|                | Echinobothrium coronatum                                                                |
|                |                                                                                         |